# La Glacerie
La Glacerie foi uma comuna francesa na região administrativa da Normandia, no departamento Mancha. Estendia-se por uma área de 18,71 km². Em 2010 a comuna tinha 5 501 habitantes (densidade: 294 hab./km²).
Em 1 de janeiro de 2016, passou a formar parte da nova comuna de Cherbourg-en-Cotentin.